# Старе Тепелево
Старе Тепелево (рос. Старое Тепелево) — присілок в Дальнеконстантиновському районі Нижньогородської області Російської Федерації.
Населення становить 13 осіб. Входить до складу муніципального утворення Тепелевська сільрада.

## Історія
Від 2009 року входить до складу муніципального утворення Тепелевська сільрада.

## Населення
| 2002 | 2010 |
| ---- | ---- |
| 60   | ↘13  |